# 西堤北石塔
西堤北石塔，位于中国河北省衡水市西堤北村，为衡水市冀州市的一个省级文物保护单位，类型为古建筑，公布时间为1993年7月15日。
西堤北石塔的历史年代为元代。